# 払戸村
払戸村（ふっとむら）は秋田県南秋田郡にあった村。現在の男鹿市南東部、男鹿線船越駅の北方一帯にあたる。

## 地理
- 湖沼：八郎潟

## 歴史
- 1889年（明治22年）4月1日 - 町村制の施行により、南秋田郡払戸村・福川村の区域をもって成立。
- 1956年（昭和31年）4月1日 - 潟西村と新設合併して琴浜村が発足。同日払戸村廃止。

## 著名出身者
- 鎌田典三郎 (音楽家)